# 점촌시의회
점촌시의회는 과거 경상북도 점촌시 지역을 관할했던 기초의회이다. 1995년 점촌시가 문경군과 함께 문경시에 통합되면서 폐지되었다.